# Kasuga-Taisha

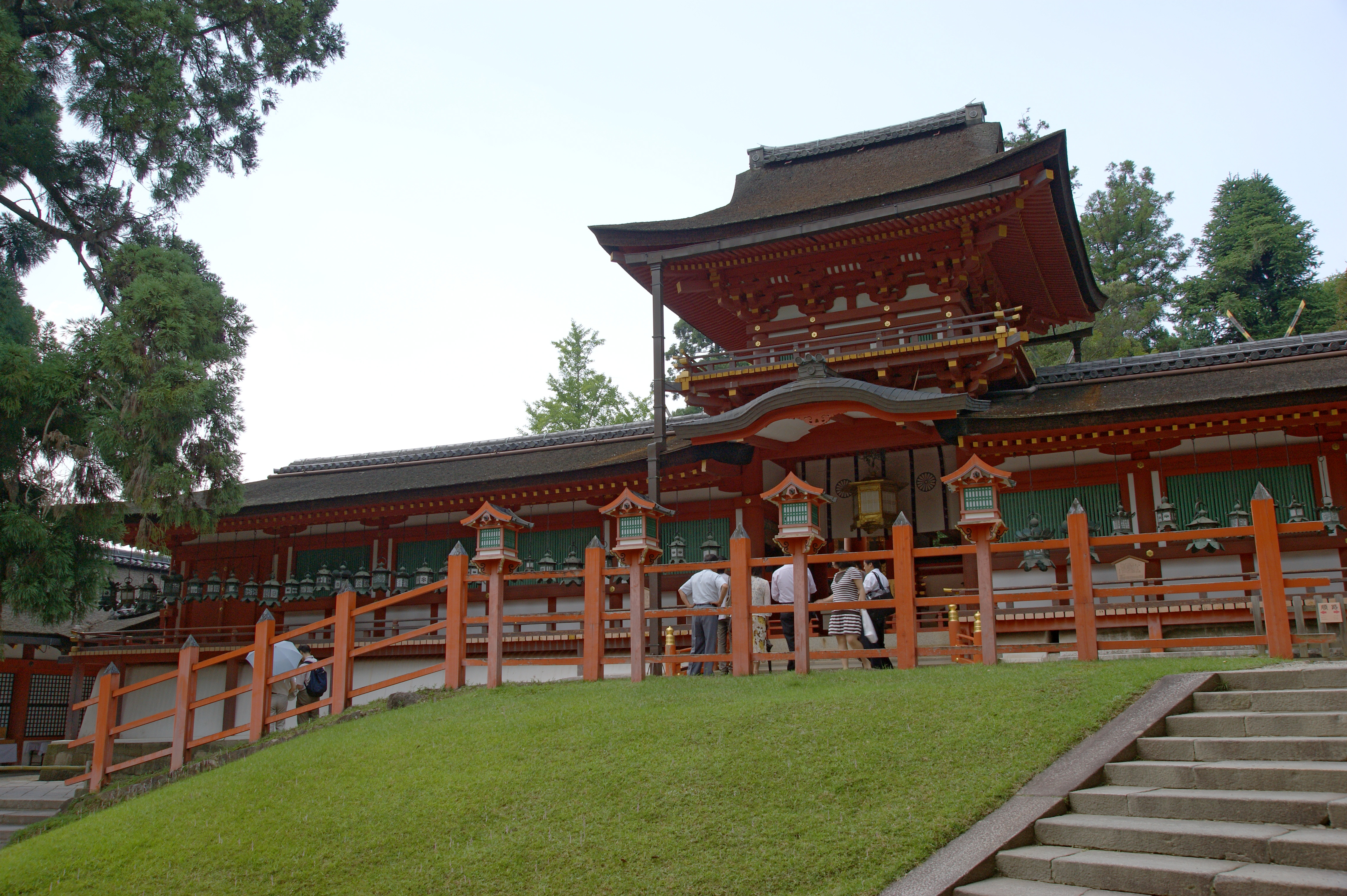
Der Kasuga-Taisha, Blick auf das Chu-mon (mittleres Tor) in der offenen Galerie (Oro).

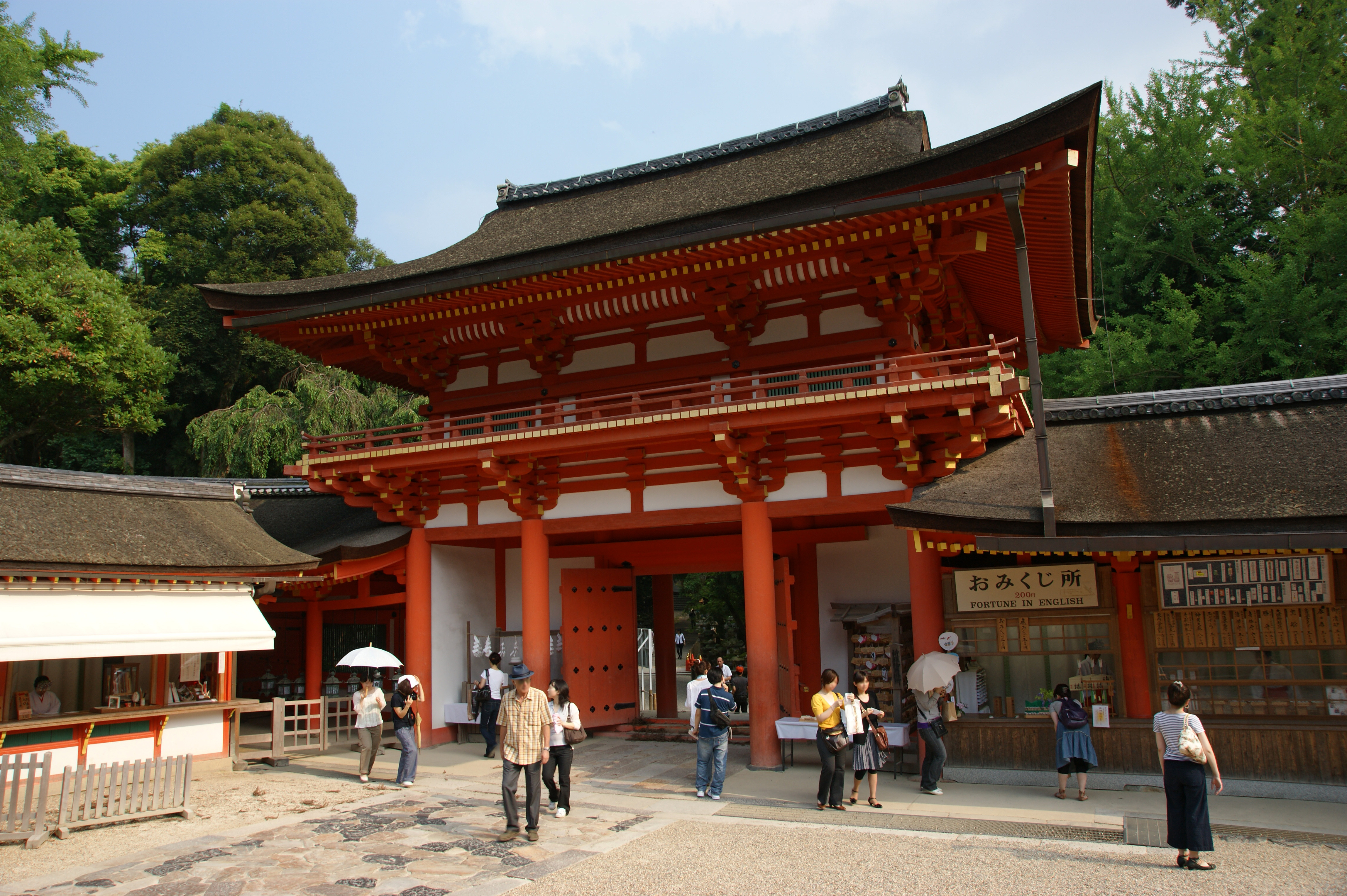
Das Südtor (Nan-mon) von innen

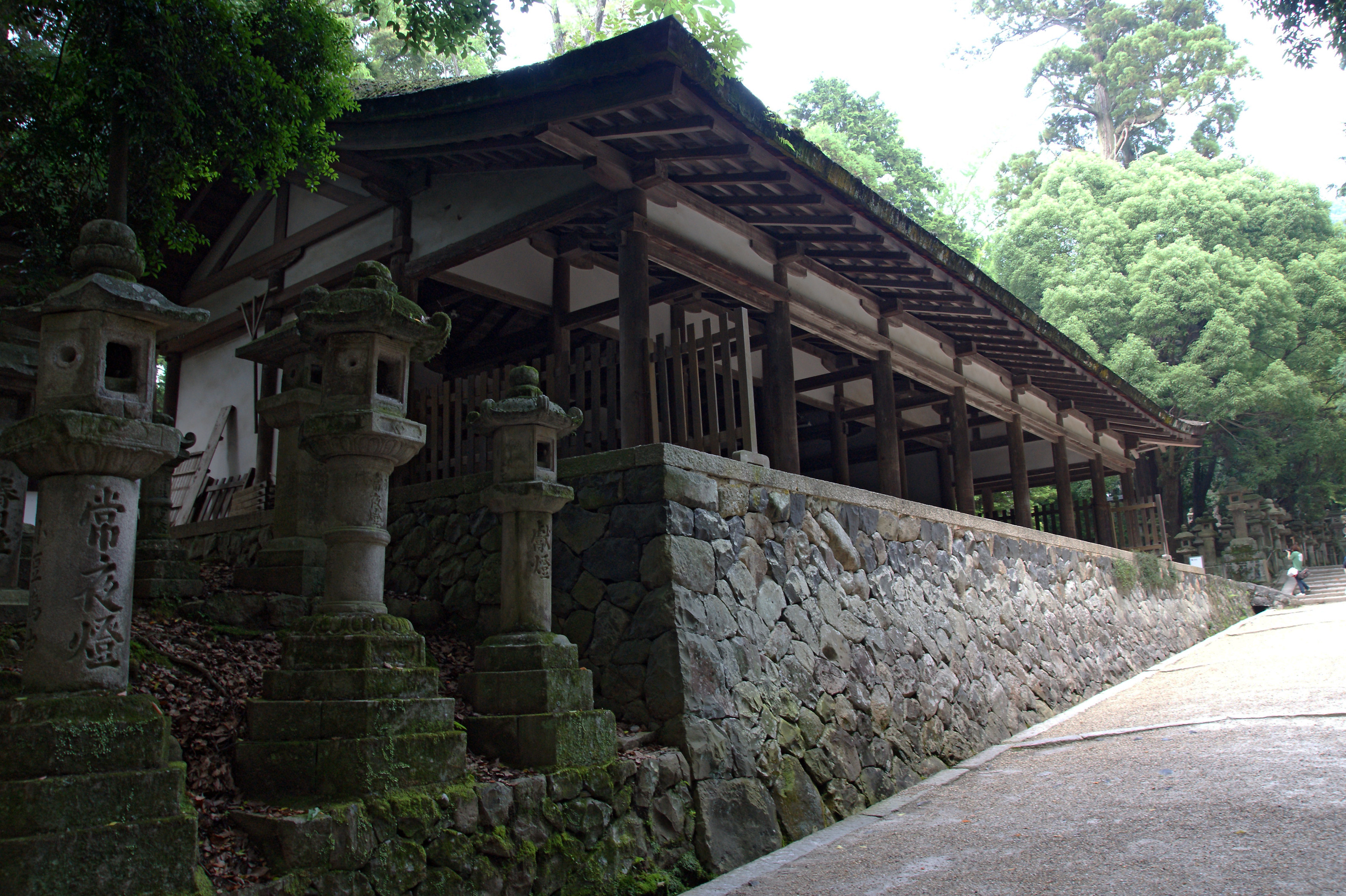
Chakutoden

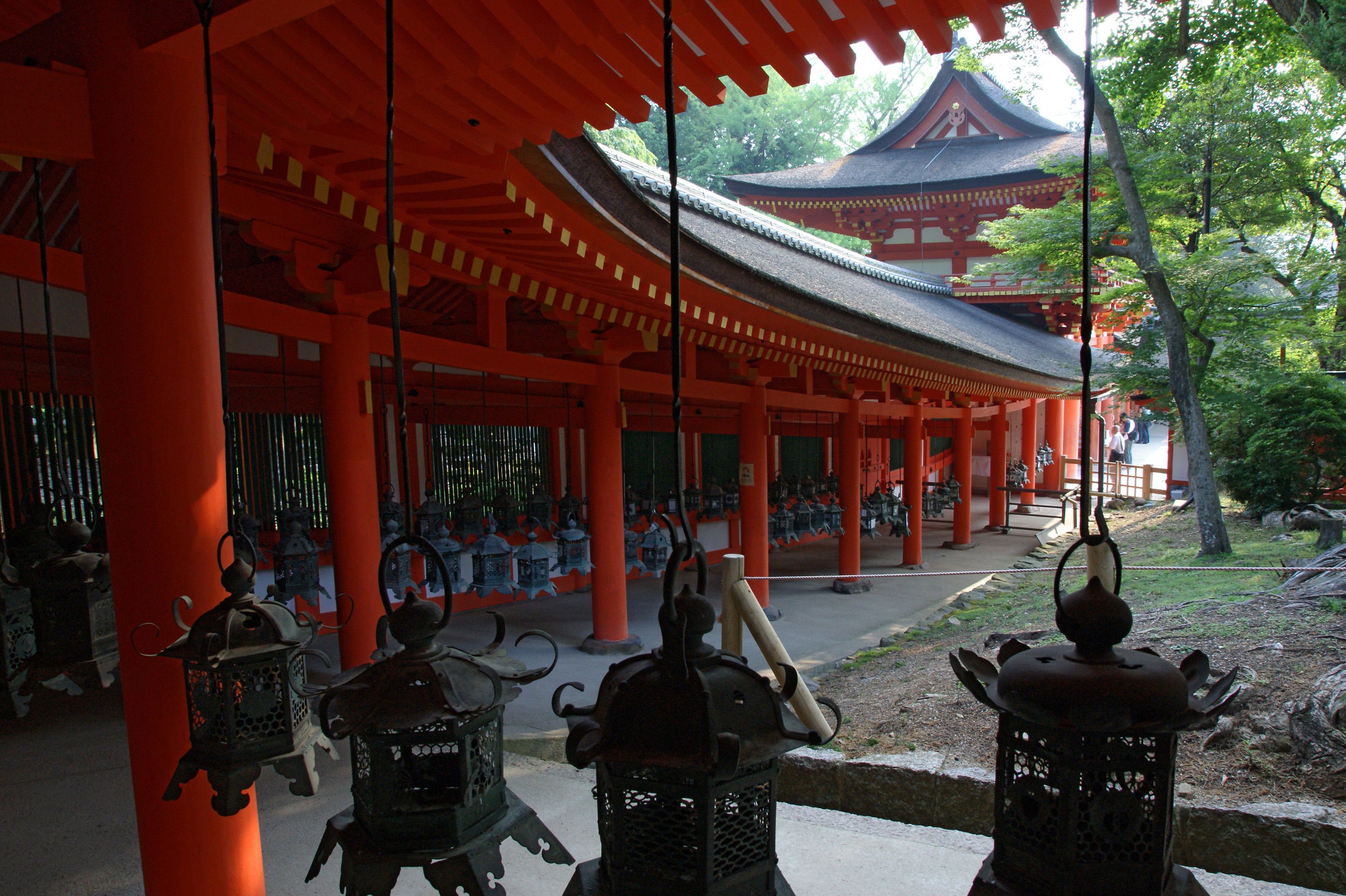
Kairo, Blick von der Südostecke zum Nan-mon

Der Kasuga-Taisha (japanisch 春日大社) ist ein Shintō-Schrein in der Stadt Nara in der Präfektur Nara in Japan am Fuße der beiden heiligen Berge Kasugayama und Mikasayama, in unmittelbarer Nähe zum Kōfuku-ji. Der Hauptschrein befand sich ursprünglich auf dem Berg Mikasa, wurde dann aber in zwei Schritten an seinen Fuß verlegt. Der zurückgebliebene Hongū-jinja gilt nun als Nebenschrein (sessha) des jüngeren Hauptschreins.
Der Kasuga-Taisha gehört zu den Chokusaisha und ist Teil des UNESCO-Weltkulturerbe in Nara.
Die vier kleinen Haupthallen (Honden), die verbunden nebeneinander stehen, befinden sich in einem für Besucher nicht zugänglichen Bereich innerhalb der Schrein-Anlage. Sie sind die Namensgeber für den Baustil kasuga-zukuri (春日造). Typisch für diesen Stil ist der überdachte Eingang an der Stirnseite.

## Geschichte und Aufbau
Der Legende nach wurde der Schrein im Jahr 768 erbaut, doch man schätzt, dass er schon früher, zu Beginn der Nara-Zeit, errichtet wurde. Er galt als der Schrein der Familie Fujiwara.
Zu den vier Haupt-Kami gehört Ame no Koyane, den die Fujiwara (wie die anderen Kami auch) zu ihren Vorfahren und somit zu ihren ujigami zählten.
Im Rahmen des Shintō-buddhistischen Synkretismus (Shinbutsu-Shūgō) der späteren Heian-Zeit wurde der Schrein mit dem naheliegenden buddhistischen Tempel Kōfuku-ji fusioniert.
Die Priesterschaft war bis zur Meiji-Restauration erblich.
Ähnlich wie im Fall der Ise-Schreine herrschte in Kasuga das Prinzip des sengū oder shikinen-zōtai. Dem zufolge wurde die Anlage regelmäßig abgerissen und wieder neu errichtet, die vier Honden sogar bis 1863 alle 20 Jahre. 
Der Pfad zum Schrein führt durch den Nara-Park, einen Wildpark, in dem zahme Hirsche frei leben. Über eintausend steinerne Laternen säumen den Pfad.
Im Botanischen Garten Man’yo stehe viele alte Bäume und Pflanzen. Einige werden schon in der ältesten Gedichtsammlung Japans, dem Man’yōshū, erwähnt.

## Nebenschreine
Auf dem Gelände des Kasuga-Taisha befinden sich eine große Anzahl von Nebenschreinen für eine noch größere Anzahl von Kami. Der bekannteste ist wohl der Wakamiya-jinja (1135 neu gegründet, der letzte Neubau stammt aus dem Jahr 1863 und ist mit den Honden identisch), dessen Kami an manchen Tagen in verschiedene, nur temporär aufgebaute Schreine an anderen Orten reist (shinkō-shiki). Er ist nicht zu verwechseln mit dem gleichnamigen Schrein in Miyazu, Präfektur Kyōto.
Der Wakamiya-jinja hat u. a. selbst einen Nebenschrein: den Tsugoo-jinja (ein massha) zur Verehrung von Nakatomi-no-sukefusa (ein Ahnherr der Priesterfamilie).
Die Reinigungs-Kami (Harai-no-kami) werden anonym und ohne besondere Kenntnis der Anzahl in zwei Berg-Nebenschreinen (beides massha) verehrt: im Ko-zen-jinja (zusammen mit den Kasuga-no-kami Wakamiya-no-kami und Mizuya-no-kami) und im Kami-no-mizu-ya-jinja (mit denselben und Saruda-hiko, der wiederum selbst im Enomoto-jinja (ein sessha) als Erd-Kami verehrt wird). Ein weiterer Reinigungs-Kami, Se-ori-tsu-hime-no-kami, hat einen eigenen Nebenschrein, den Harae-do-jinja (ein massha).
Im Hiraiten-jinja ist die sehr abstrakte und obskure Ame-no-minaka-nushi die einzige Kami. Der ebenfalls sehr esoterische Taka-mi-musubi ist der einzige Kami im Iguri-jinja. Im Tenjin-sha (ein massha) wird Ame-no-toko-tachi verehrt. Der oft mit Ebisu identifizierte Kami Hiru-ko wird im Sarake-jinja (ein massha) angebetet. Der Eisenerz-Kami Kana-yama-biko wird im Wangu-jinja (ein massha), die Wasser-Kami Ame-no-mi-kumari-no-kami im Naru-ikazuchi-jinja (ein massha) verehrt. Die drei Sumiyoshi-Kami sind mit 14 anderen Kami im Hatsu-miya-jinja eingeschreint. Der Feuer-Kami Ho-musubi-no-kami ist in zwei massha eingeschreint: dem Atago-jinja und dem Ishiko-jinja. Izanagi ist der Kami des Tago-jinja (ein massha). Die aus dem verfaulenden Körper der Izanami geborenen acht Donner-Kami werden gemeinsam im Hachirai-jinja (ein massha) verehrt. Der Baum-Kami Itakeru-no-mikoto hat den Kii-jinja (ein sessha) für sich. Im Nogami-jinja (ein massha) wird die Kräuter-Kami Kaya-nu-hime verehrt. Der Straßen-Kami Tsuki-tatsu-funado-no-kami wird im Funado-jinja (ein massha) angebetet. Die Küchen-Kami Oki-tsu-hiko-no-kami und Oki-tsu-hime-no-kami werden zusammen im Kamado-sha verehrt.
Eine unscheinbare Palastdienerin (uneme), die sich selbst das Leben nahm, findet im Uneme-jinja (ein massha) Verehrung. Die Kami des Kono-jinja (ein massha) sind die aus dem Blut des Kaga-tsuchi geborenen Mika-haya-hi und Hi-haya-hi. In einem weiteren Nebenschrein (massha) auf dem Gelände des Kasuga-Taisha namens Seimei-jinja, werden Kami verehrt, deren Name und Funktion niemand mehr kennt.

## Wichtige Feste
- 13. März: Kasuga-Matsuri: ein Fest für die Ujigami, findet seit dem 13. Jahrhundert statt und gilt als eines der drei wichtigsten Feste Japans.
- 14. & 15. August: Chugen-Mantoro-Matsuri: „Zeremonie der beleuchteten Laternen“, dazu werden bei Musik und Tanz 1.800 Steinlaternen und 1.000 hängende Laternen angezündet.
- Sonn- und Feiertage im Oktober: Schneiden der Hirschgeweihe im Narapark.
- 15. – 18. Dezember: Kasuga-Wakamiya-On-Matsuri: Der Kami des Wakamiya-jinja und Sohn des Haupt-Kami Ame-no-koyane (hier: Hime-ō-kami), Ame-no-oshi-kumo-ne-no-mikoto, wird von seinem Schrein auf dem Hügel in einen vorübergehenden Schrein (o-tabisho) in der Nähe der Stadt gebracht. Die Prozession mit Galakleidern findet um Mitternacht statt, in einem weiten Umkreis werden dafür alle Lichter gelöscht. Das Fest wird von vielen Veranstaltungen begleitet, darunter Nō und Sumō. Außerdem ist ein Vertreter der Fujiwara-Familie anwesend.
- Bugaku Alte Hofmusik und -tanz; Die in strahlenden Kostümen verkleideten Schauspieler zelebrieren die statischen Bewegungen des Bugakutanzes zu den Tönen der alten Hofmusik Gagaku. Die blühenden Azaleen und japanischen Irise fügen weitere bunte Farbtupfer dazu.